# Famille de Clare
 (juillet 2025).
La famille de Clare est une célèbre et puissante famille anglo-normande issue de Godefroi (ou Geoffroy), comte d'Eu, un des fils illégitimes du duc de Normandie Richard Sans-Peur, et originaire du petit village de Saint-Martin de Bienfaite, près d'Orbec, en Normandie.
Arrivée avec la conquête normande de l'Angleterre en 1066, elle joua un rôle primordial en Angleterre, Galles et Irlande jusqu'à sa disparition en 1314.

## Histoire
La famille tire son nom d'une ville qui servait de siège au grand honneur qu'avait reçu en récompense Richard de Bienfaite, fils de Gilbert de Brionne, et fondateur de cette famille, à Clare dans le Suffolk, après la conquête de l'Angleterre.
Richard de Bienfaite fut l'un des plus riches barons de l'Angleterre nouvellement conquise. Il était un proche conseiller du roi Guillaume le Conquérant, et fut un temps corégent du Royaume d'Angleterre.
Dans les premières générations, les membres étaient connus indifféremment sous les noms de Clare, Tonbridge ou Bienfaite. Mais ils devinrent rapidement si connus et puissants, que les chroniqueurs contemporains les identifient seulement par le nom de leur père et non par le nom de leurs fiefs. Comme de plus, ils utilisaient les prénoms Richard et Gilbert à chaque génération, on trouve donc de nombreux Fitz Richard et Fitz Gilbert (fitz est une altération de fils) qu'il est facile de confondre.
Les possesseurs de l'honneur de Clare furent souvent dénommés comte Clare (Earl Clare en anglais), de manière honorifique. Même une fois faits pairs du royaume, ils furent connus en tant que comte Clare, à la manière des comtes Warenne.
Sous le règne d'Henri Ier Beauclerc, la richesse de la famille se renforça. Ces concessions de territoires aux divers descendants de Richard de Bienfaite ne sont pas liés, comme on peut parfois le lire à tort, au fait que les Clare auraient été impliqués dans la mort du roi Guillaume le Roux dans la New Forest en 1099, mais plutôt au fait qu'Henri Ier chercha à se concilier les bonnes grâces des grands barons du royaume au début de son règne.
Les Clare furent probablement la famille qui a le plus réussi à accroître ses biens et sa puissance durant le XIIe siècle. Ils furent de bien des façons la famille noble la plus puissante du XIIIe siècle anglais. Toutefois, en 1314, la lignée mâle s'éteignit, et l'héritage revint en majorité à la couronne.
Le comté de Clare en Irlande doit son nom à la famille.

## Membres remarquables

### Premières générations
Richard Fitz Gilbert dit aussi Richard de Bienfaite († 1090), fut le fils de Gilbert de Brionne († 1040), comte d'Eu. Son père fut le tuteur du duc Guillaume le Bâtard (plus tard le Conquérant) lors de sa minorité. Richard trouva refuge en Flandre quand son père fut assassiné par Raoul de Gacé et Robert, fils de Giroie en 1040,.
Il fut seigneur de Bienfaite et d'Orbec après que le duc l'eut restauré dans ses possessions, et après la conquête de l'Angleterre fut lord de Clare et de Tonbridge. Il était le neuvième baron le plus riche du royaume en 1086 d'après le Domesday Book. Sa possession principale était l'honneur de Clare, un vaste ensemble de terres d'un seul tenant dans le Suffolk.
Il fut nommé corégent (Joint Chief Justiciar) par le roi Guillaume lors de son absence du royaume, et il aida à réprimer la révolte des comtes en 1075. Richard épousa Rohaise, fille de Gautier Giffard. Le couple eut cinq fils (dans l'ordre) : Roger, Gilbert, Robert, Gautier, Richard. Roger lui succéda en Normandie, Gilbert en Angleterre. Sous le règne d'Henri Ier, la richesse et la puissance des Clare s'accrut encore. En 1189, le duc de Normandie Richard Cœur de Lion marie la fille de Richard, Isabelle, à l'un de ses plus brillants chevaliers, le templier Guillaume le Maréchal, dont on peut admirer le gisant à Temple church, à Londres. Celui-ci reçoit Orbec et Bienfaite en héritage.
Il eut pour fils :
- Robert Fitz Richard († 1134), fut lord de Little Dunmow (Essex). Il épousa Mathilde († 1140), la fille de Simon Ier de Saint-Lis, comte de Northampton et de Huntingdon. Sa mère était Maud de Huntingdon, qui, une fois veuve, fut l'épouse du roi David Ier d'Écosse. Il reçut d'Henri Ier les seigneuries confisquées à Ralph Baynard en Est-Anglie[5]. Son fils Walter est le fondateur de la branche des FitzWalter (éteinte en 1432), dont le plus célèbre membre fut Robert FitzWalter, chef de la révolte des barons contre le roi Jean. Il était l'un des commandants à la bataille de Brémule, déclenchée par la rencontre fortuite des rois Henri Ier et Louis VI le Gros sur leur marche respective, en 1119. Orderic Vital relate qu'il maîtrisa Guillaume de Crespin, un Normand combattant pour les Français, après que celui-ci eut tenté de tuer le roi[6]. Son neveu Gilbert lui succéda.
- Roger Fitz Richard († v. 1131), seigneur de Bienfaite et d'Orbec, fut l'un des compagnons de Robert Courteheuse lorsque celui-ci se rebella contre son père en 1077. Il se rebella avec son frère Gilbert contre le roi Guillaume le Roux en 1088. Il accompagne Mathilde, la fille d'Henri Ier à la cour germanique en 1111, pour qu'elle soit élevée par la famille de son futur époux, Henri V du Saint-Empire.

- Gilbert Fitz Richard († 1117), fut lord de Clare, de Tonbridge et de Cardigan. En 1088, il se rebella contre Guillaume le Roux. Celui-ci l'assiégea dans son château de Tonbridge, et après un combat acharné qui dura deux jours, il força Gilbert, qui était blessé, et son frère aîné Roger, à se rendre[7],[8] Par la suite, Gilbert fera partie des barons pardonnés. Il semble aussi impliqué dans la conspiration de 1095, menée par Robert de Montbray. Henri Ier lui permit de conquérir la seigneurie de Cardigan (appelé aussi Ceredigion) dans le Pays de Galles. Il fonda le prieuré de Clare et eut deux descendants : Richard († 1136), et Gilbert († 1148/49), 1er comte de Pembroke (voir plus bas).

- Gautier Fitz Richard († v. 1138), reçut d'Henri Ier la grande seigneurie de Netherwent avec les châteaux de Striguil et Chepstow, dans le sud des marches galloises. Ces territoires avaient été confisqués à Roger de Breteuil, fils de Guillaume FitzOsbern, à la suite de la révolte des comtes que son père avait contribué à réprimer. Il fonda l'abbaye cistercienne de Tintern en 1131[5], qui était alors la deuxième maison cistercienne fondée en Angleterre. On ne sait pas s'il se maria, mais il mourut sans descendance probablement en 1137-1138. Son neveu Gilbert lui succéda.
- Richard Fitz Richard († 1107), fut moine à l'abbaye Notre-Dame du Bec, puis fut nommé abbé d'Ely en Angleterre par Henri Ier juste après son couronnement en 1100. Il fut déposé en 1102, puis réinstallé juste avant sa mort en 1107. Il fut le dernier abbé, Ely devenant le siège d'un évêché ensuite. Il était le principal artisan de cette transformation en évêché.

Baudouin de Clare († 1154/1166), fils de Gilbert acheta d'Henri Ier la permission d'épouser l'héritière de l'honneur de Bourne, dans le Lincolnshire. Il fut loyal et fidèle à Étienne d'Angleterre dès son accession au trône. À la mort de son frère Richard en 1136 (voir ci-dessous), Étienne lui donna une grosse somme s'argent et l'envoya au Pays de Galles prendre en charge la situation. Il échoua lamentablement et retourna en Angleterre discrédité. Il fut présent aux côtés d'Étienne à la bataille de Lincoln en 1141. Il y fut sévèrement blessé et capturé alors qu'il était descendu de sa monture pour combattre à pied avec le roi.

### Comtes de Hertford puis de Gloucester
Richard Fitz Gilbert (II) († 1136), il fut autorisé à épouser Adèlise, la fille de Ranulph le Meschin, 3e comte de Chester. Par ce mariage, il obtint quelques terres supplémentaires dans le Lincolnshire et le Northamptonshire. Il essaya de consolider les possessions léguées par son père à Cardigan, mais il fut tué lors d'une embuscade, et sa seigneurie fut récupérée par les Gallois. Il succéda à son père comme lord de Clare et de Tonbridge.
Son fils Gilbert Fitz Richard (II) († 1153) fut créé comte d'Hertford en 1138 par le roi Étienne. Richard étant lui-même qualifié de 1er comte d'Hertford, il semble qu'il ait été fait comte rétrospectivement. L'intérêt étant probablement de rendre le titre plus ancien, et donc lui attribuer un ordre de préséance plus important, notamment par rapport à la branche cadette qui détenait le titre de comte de Pembroke. Il décéda sans être marié, et son jeune frère Roger hérita de ses possessions.
Roger Fitz Richard (II) († 1173), 2e comte d'Hertford, il reprit la lutte contre les Gallois à Cardigan, mais fut vaincu en 1165.
Richard Fitz Roger († 1217), 3e comte d'Hertford. Il fut à la tête de la grande maison Clare pendant 40 ans. Il l'enrichit considérablement en prestige, propriétés terriennes et argent. Il était des barons qui s'opposèrent à Jean Sans Terre, et joua un rôle déterminant dans la négociation de la Magna Carta. Il épousa Amicie de Gloucester, fille de Guillaume, 2e comte de Gloucester, petit-fils d'Henri Ier. Il acquit la moitié de l'honneur des Giffard quand Richard Ier eut besoin d'argent pour la troisième croisade, l'autre moitié étant acquise par Isabelle, la fille de Richard Strongbow. Quand sa mère Mathilde de Saint-Hilaire mourut en 1195, il acheta les terres des Saint-Hilaire qui étaient revenues à la couronne.
Sa femme était la deuxième fille et finalement seule héritière de son père. L'héritage de Gloucester comprenait le titre de comte (et donc des revenus), l'honneur de Gloucester (qui devait un service de 260 chevaliers dans toute l'Angleterre), plus les importantes marches galloises de Glamorgan et Gwynllwg. Ce ne fut pas facile d'obtenir cet héritage, qui passa par le futur roi Jean qui avait épousé la troisième sœur. Ensuite Jean créa Amaury de Monfort, fils de la fille aînée (Mabel), comte de Gloucester. Celui-ci mourut sans descendance en 1213. Peu après, le roi Jean donna son ancienne femme Isabelle en mariage à Geoffrey de Mandeville, comte d'Essex, qui fut aussi créé comte de Gloucester. À la mort de Geoffrey, Isabelle épousa Hubert de Burgh, chambellan du roi et futur comte de Kent. À la mort de la comtesse Isabelle, en 1217, il ne put retenir l'héritage qui revint via Amicie à son fils Gilbert.
Gilbert de Clare († 1230), 4e comte d'Herford, 5e comte de Gloucester, épousa sa cousine Isabelle, fille de Guillaume le Maréchal. Il est l'héritier de la branche cadette des Clare. Il était de loin le plus riche des barons du royaume, devant un service militaire de 456 chevaliers, sans compter les 50 qu'il devait pour Glamorgan et Gwynllwg. Isabelle épousa Richard de Cornouailles, le frère du roi Henri III en secondes noces, futur roi des Romains.
Richard de Clare (1222-1262), succéda à son père. Il épousa Mathilde de Lacy, la fille de John de Lacy, le 3e comte de Lincoln.
Sa sœur Isabelle de Clare († 1264), épousa Robert (V) de Bruce, prétendant au trône d'Écosse. Leur petit-fils accédera à la royauté sous le nom de Robert Ier d'Écosse.
Gilbert de Clare dit le Comte Rouge (1243-1295), succéda à son père. Il fut l'un des chefs des barons soutenant Simon V de Montfort, le 6e comte de Leicester, dans la révolte contre Henri III. À la bataille de Lewes en 1264, il captura le roi. Il changea toutefois de camp, et contribua largement à la victoire du roi à Evesham. À la mort d'Henri III, il fut corégent d'Angleterre en attendant le retour de croisade du nouveau roi Édouard Ier. Il épousa Jeanne d'Angleterre, la fille du roi, en secondes noces en 1290. De sa troisième femme, il eut un descendant, Gilbert.
Gilbert de Clare (1291-1314), succéda à son père comme 7e comte d'Hertford et 8e de Gloucester. Il fut tué dans une bataille, et ne laissa pas d'héritier mâle, son fils John l'ayant précédé dans la mort. C'est le dernier descendant direct mâle de Rollon.
Les possessions de la famille de Clare revinrent à la couronne.

### Comtes de Pembroke
Gilbert Fitz Gilbert († 1148/49) dit parfois Strongbow, mais c'est surtout son fils qui était surnommé ainsi. Il fut le fondateur de la branche cadette des Clare. Il semble avoir été tenu haut dans l'estime du roi Henri Ier, peut-être parce qu'il avait épousé sa maîtresse favorite, Isabelle de Beaumont, la fille de Robert Ier, comte de Meulan et 1er comte de Leicester.
Quand son oncle Roger décéda sans héritier, Henri lui donna la seigneurie de Bienfaite et d'Orbec en Normandie. Quand un autre oncle, Gautier, mourut lui aussi sans descendance mâle en 1138, le roi Étienne lui donna la seigneurie de Netherwent en Galles du sud, ainsi que la seigneurie de Pembroke, qui avait été confisquée à Arnoul de Montgommery en 1102. Il lui donna aussi le rape de Pevensey dans le Sussex. Il fut créé comte de Pembroke en 1138 par le roi Étienne. Il combattit et s'enfuit à la bataille de Lincoln dans laquelle le roi fut capturé. Il fut assiégé par Étienne dans son château de Pevensey en 1147, et dut se rendre faute de réserves suffisantes de nourriture. À sa mort en 1148 ou 1149, son fils unique Richard lui succéda.
Richard de Clare dit Strongbow (1130-1176), 2e comte de Pembroke, fut un Cambro-Normand qui débuta la conquête normande de l'Irlande. En 1168, Dermot MacMurrough, roi de Leinster, fut chassé de son royaume et vint solliciter l'aide d'Henri II. Celui-ci le redirigea vers Richard de Clare et d'autres barons. MacMurrough s'attacha les services de Richard en lui promettant la main de sa fille Aoife, et une possible succession sur le trône de Leinster. Une armée fut formée, composée notamment d'archers gallois (d'où son surnom de Strongbow c'est-à-dire Arc-Fort). Menée par Raymond Fitzgerald, elle prit Wexford, Waterford et Dublin en 1169 et 1170, et Strongbow la rejoignit en milieu de campagne en août 1170. Le lendemain de la prise de Waterford, il épousa Aiofe de Leinster.
Henri II se rendant compte que ses barons pourraient devenir très puissants et indépendants ordonna le retour des troupes à la Pâques 1171. En mai, MacMurrough mourut, et Strongbow revendiqua le trône en droit de sa femme. La mort du roi fut le signal de départ d'un soulèvement général, et Strongbow dut retourner en Angleterre solliciter l'aide du roi. En échange, il dut lui rendre toutes ses terres et ses châteaux en Angleterre. Henri II envahit alors l'Irlande en 1172, et en prit le contrôle.
En 1173, Strongbow accompagna Henri II en Normandie pour combattre la révolte de 1173-1174. En remerciement de ses services, il fut réinstallé à Leinster, et fait gouverneur d'Irlande. Il dut faire face à de constantes rébellions. Il mourut en 1176 d'une infection au pied.
Il était le véritable conquérant de l'Irlande. Il laissa un héritier, Gilbert, qui mourut mineur, et une fille, Isabelle, qu'Henri II donna en mariage à Guillaume le Maréchal, avec les terres et les titres de son père. La branche cadette de la famille s'éteint alors.

Sceaux équestres armoriés de la famille de Clare
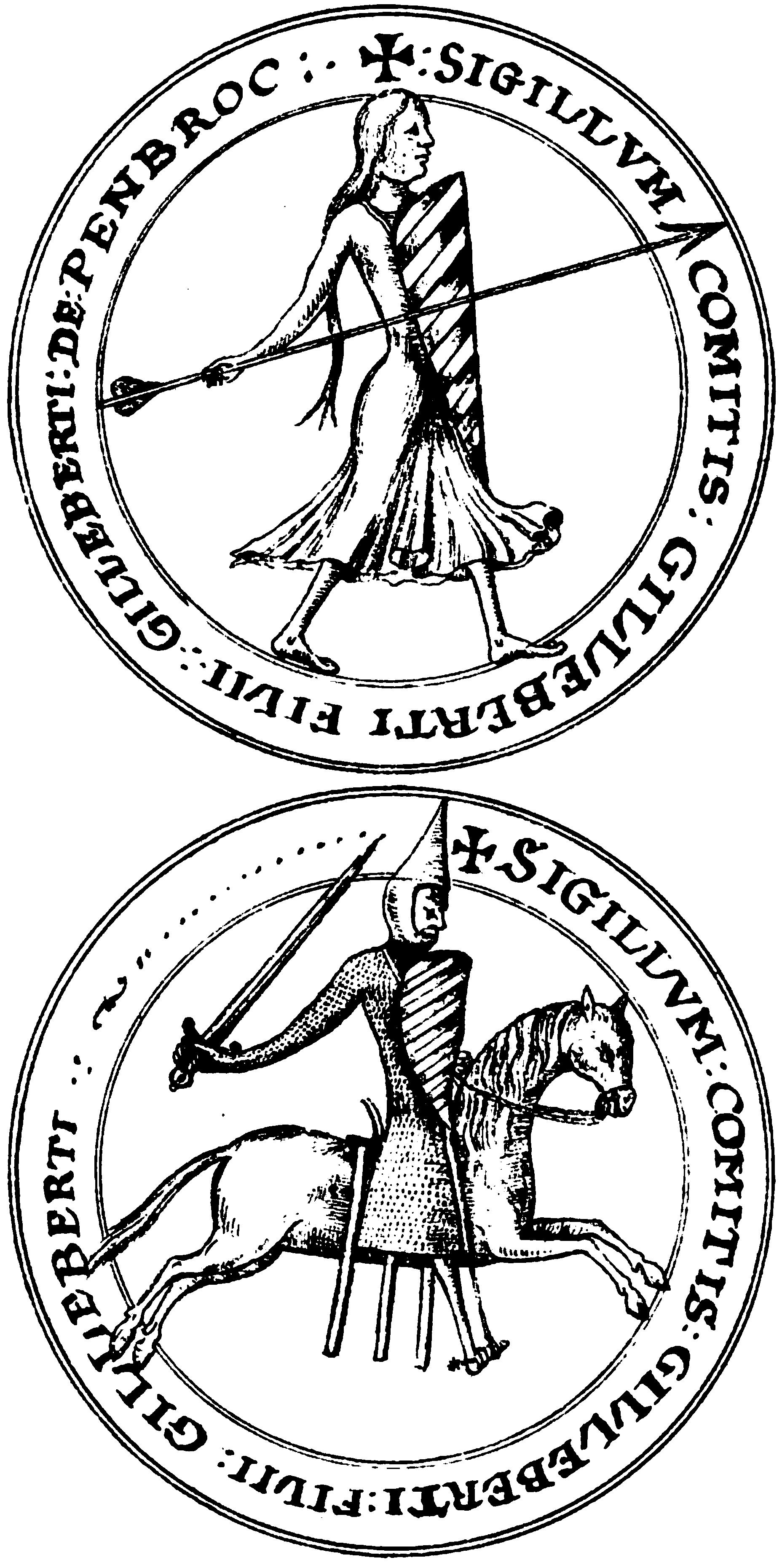
Sceau biface de Gilbert de Clare comte de Pembroke. Usage avéré en 1146/48[10]. Dessin du XVIIe siècle publié en 1894[11].
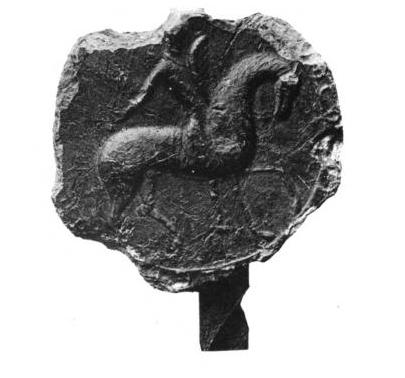
Sceau de Gilbert de Clare comte d'Herford. Usage avéré en 1146/48[10]. Photographie publiée en 1894[11].

Les seigneurs de la famille de Clare font partie des plus anciens barons anglo-normands dont on possède les armes héraldiques. En effet, leurs sceaux datés de 1146/48 sont parmi les premiers sceaux équestres armoriés, ce qui constitue une étape importante dans le processus de naissance des armoiries.

## Tableaux généalogiques

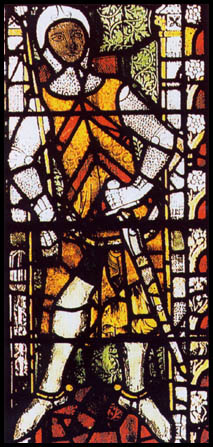
Vitrail de l'abbaye de Tewkesbury, Tewkesbury (Gloucestershire), représentant Gilbert de Clare, vers 1340.

Origines et liens familiaux des membres notables de la Famille de Clare.

### Tableau principal: les origines
```
Richard I
er
 de Normandie
 († 996), 
duc de Normandie

│
└>
Godefroi de Brionne
 († 1015), 
comte d'Eu

  │
  └>
Gilbert de Brionne
 († 1040), comte d'Eu
    │
    ├─>
Baudouin de Meules
 († 1090), seigneur de Sap et de Meules,
    │   lord d'Okehampton, shérif du Devon. Cadet de Richard.

 [ Famille de Clare ]

    │
    └─>
Richard de Bienfaite
 († 1090), seigneur de Bienfaite et d'Orbec,
       │  puis lord de Clare et de Tonbridge, régent d'Angleterre
       │
       ├─>Roger († v. 1131), seigneur de Bienfaite et d'Orbec
       │
       ├─>Robert († 1134), lord de Little Dunmow (Essex)
       │  └─> Gautier/Walter, primogéniteur de la 
famille Fitzwalter

       │
       ├─>Richard, abbé d'
Ely

       │
       ├─>
Gautier
 († 1138), lord de Netherwent
       │
       └─>
Gilbert
 († v. 1117), lord de Clare, Tonbridge et Cardigan
          │
          ├─>
Richard
 († 1136), parfois désigné comte d'Hertford
          │  │
          │  └───> 
Tableau 2

          │
          ├─>Gilbert dit 
Strongbow
 († 1148/49), 
1
er
 
comte de Pembroke
,
          │  │   succède à ses oncles Roger et Gautier
          │  │
          │  └───> 
Tableau 2

          │
          └─>Baldwin († 1154/1166), lord de Bourne
```

### Tableau 2 : Descendants de Gilbert de Clare
```
Gilbert († v. 1117), lord de Clare et de Tonbridge et Cardigan
│
├─>
Richard († 1136)
, lord de Clare, Tonbridge et Cardigan
│  │
│  ├─>Gilbert († v. 1153), 
1
er
 
comte d'Hertford

│  │
│  ├─>
Roger
 dit 
le bon comte d'Hertford
 († 1173), 
2
e
 
comte
 d'Hertford
│  │  │
│  │  ├─>
Richard
 († 1217), 
3
e
 
comte
 d'Hertford
│  │  │  │ x Amicie de Gloucester
│  │  │  │
│  │  │  │
│  │  │  └───> 
Tableau 3

│  │  │
│  │  │
│  │  └─>Aveline († 1164), épousa Geoffrey FitzPiers, 
1
er
 
comte d'Essex

│  │
│  ├─>Rohaise, épousa 
Gilbert de Gand
, 
comte de Lincoln

│  │
│  ├─>Alice, épousa 
Cadwaladr ap Gruffydd
, prince de 
Gwynedd

│  │
│  └─>Lucy, épousa 
Baudouin de Reviers
, 
1
er
 
comte de Devon

│
├─>Gilbert dit 
Strongbow
 († 1148/49), 
1
er
 
comte de Pembroke
 (1138)
│  │ x Isabelle de Beaumont, 
│  │   fille de 
Robert 
I
er
 de Meulan
, 
comte de Leicester

│  │
│  └─>
Richard
 dit 
Strongbow
 († 1176), 
2
e
 
comte
 de Pembroke
│     │ tenta de prendre le contrôle de l'Irlande
│     │
│     ├─>Gilbert de Striguil (1173-1185), 
3
e
 
comte
 de Pembroke
│     │
│     └─>Isabelle († 1220)
│         x 
Guillaume le Maréchal
 qui devint comte de Pembroke
│           cette branche de la famille étant éteinte.
│
└─>Baldwin († 1154), lord de Bourne
```

### Tableau 3 : Descendants deRichard,3ecomted'Hertford
```
Richard († 1217), 3e 
comte d'Hertford

│ x Amicie de Gloucester
│
├─>
Gilbert
 († 1230), 
4
e
 
comte
 d'
Hertford
 et 
5
e
 
comte
 de 
Gloucester

│  │ x Isabelle, fille de 
Guillaume le Maréchal
, 
1
er
 
comte
 de Pembroke,
│  │ héritier d'une branche cadette des Clare (cf. tableau 2)
│  │
│  │
│  ├─>
Richard
 († 1262), 5e Hertford, 6e Gloucester
│  │  │
│  │  ├─>
Gilbert
 dit 
le Comte Rouge
 († 1295), 6e Hertford, 7e Gloucester
│  │  │  │  Cogardien de l'
Angleterre
 à la mort d'
Henri III

│  │  │  │
│  │  │  └─>
Gilbert
 († 1314), 7e Hertford et 
8
e
 Gloucester
│  │  │      -- 
sans descendance

│  │  │
│  │  ├─>
Bogo
 (1248-1294), ecclésiastique
│  │  │
│  │  └─>
Thomas de Clare
 († 1287), lord de 
Thomond
, chancelier d'Irlande
│  │     |
|  |     |
|  |     └─> 
Richard de Clare
 († 1318) Lord de Thomond 
│  └─>
Isabelle
 (1226-1264), épouse 
Robert de Bruce
, 
5
e
 
lord
 d'Annandale
│     │
│     └─> 
Ascendants des 
rois d'Écosse
 de la 
Maison de Bruce

│
└─>Mathilde, épousa Rhys ap Rhys († 1234), prince de 
Deheubarth
```